# Ian Underwood
Ian Underwood ( New York, 22 mei 1939), Amerikaanse jazz- en rockmuzikant, vooral bekend als lid van Frank Zappa's band The Mothers of Invention, waar hij begon op piano en als houtblazer. Underwood begon bij de Mothers in 1967 en is voor het eerst te horen op het album We're Only in It for the Money. Na het opheffen van de 'original' Mothers in 1969 bleef Underwood tot 1975 meewerken aan andere Zappa-projecten.

## Biografie
Underwood studeerde in 1957 af aan The Choate School, een privéschool in Wallingford Center in Connecticut. Hij haalde in 1961 een bachelordiploma compositie aan de Yale-universiteit en een masterdiploma compositie aan de Universiteit van Californië - Berkeley in 1966. Hij begon zijn carrière door midden jaren 1960 te spelen in koffiehuizen en bars in de San Francisco Bay Area met zijn improvisatiegroep, de Jazz Mice, voordat hij in 1967 lid werd van Frank Zappa and the Mothers of Invention. Hij vertelt op Uncle Meat op het nummer "Ian Underwood Whips It Out" hoe hij Zappa voor het eerst ontmoette en op uitnodiging van Zappa zijn saxofoonkunsten demonstreerde. In mei 1969 trouwde hij met Ruth Komanoff (Underwood), marimbist/percussioniste van de Mothers of Invention. Underwood verliet de Mothers of Invention in september 1973. Hij en Ruth scheidden in 1986.
Zappa ontbond de oorspronkelijke Mothers-bezetting in 1969. Underwood was een van de leden die in de daaropvolgende jaren voor hem bleven spelen, zowel als 'Mother' als in Zappa's soloprojecten, zoals op Hot Rats uit 1969.
Na zijn samenwerking met Frank Zappa begon hij aan een carrière als sessiemuzikant. Underwood speelt op synthesizer in bekende films als Blade Runner en Aliens. Hij werkte mee aan opnames van Quincy Jones, Barbra Streisand, Freddie Hubbard, Jean-Luc Ponty, Herb Alpert, Hugh Masekela, Peggy Lee, Dolly Parton, Chicago, Janet Jackson, Dave Grusin, Jefferson Airplane, Frankie Valli, The Carpenters, James Ingram en Barry Manilow. Underwood was ook een van de muzikanten die het hoofdthema speelde voor de serie Knight Rider uit de jaren 1980. Underwood was de (niet-genoemde) producer van het debuutalbum Pretties For You van Alice Cooper uit 1969.
Underwood werkte naast vele beroemdheden mee aan de opname van "USA For Africa – We Are The World" van Michael Jackson en Lionel Richie (productie en dirigent Quincy Jones in 1985); hij was ook een veelgevraagd artiest (vooral op keyboard) door James Horner voor zijn filmmuziek, waaronder Titanic (1997) en Sneakers (1992).

## Discografie
Lenox School of Jazz Concert, 1959 w/ Ornette Coleman, Herb Pomeroy
Met Frank Zappa/The Mothers of Invention
- We're Only in It for the Money (1968)
- Cruising with Ruben & the Jets (1968)
- Uncle Meat (1969)
- Hot Rats (1969)
- Burnt Weeny Sandwich (1970)
- Weasels Ripped My Flesh (1970)
- Chunga's Revenge (1970)
- Fillmore East - June 1971 (1971)
- 200 Motels (1971)
- Just Another Band from L.A. (1971)
- Over-Nite Sensation (1973)
- Apostrophe (1974)
- Zoot Allures (1976)
- Orchestral Favorites (1979)

Met Sandy Hurvitz
- Sandy's Album Is Here At Least (Bizarre, 1968)

Met Captain Beefheart
- Trout Mask Replica (Straight, 1969)

Met Alice Cooper
- Pretties for You (Straight, 1969)

Met Jean-Luc Ponty
- King Kong: Jean-Luc Ponty Plays the Music of Frank Zappa (World Pacific/Liberty, 1970)

Met Freddie Hubbard
- High Energy (Columbia, 1974)
- Liquid Love (Columbia, 1975)

Met Quincy Jones
- Mellow Madness (A&M, 1975)
- Roots (A&M, 1977)
- The Dude (A&M, 1981)
- Back on the Block (Qwest/Warner Bros, 1989)

Met Gábor Szabó
- Macho (Salvation, 1975)

Met Alphonse Mouzon
- The Man Incognito (Blue Note, 1975)

Met Porter Wagoner en Dolly Parton
- Say Forever You'll Be Mine (RCA Victor, 1975)

Met Flo & Eddie
- Illegal, Immoral and Fattening (Columbia, 1975)
- Moving Targets (Columbia, 1976)

Met Spirit
- Farther Along (Mercury, 1976)

Met Carmen McRae
- Can't Hide Love (Blue Note, 1976)

Met Seawind
- Seawind (CTI, 1976)

Met Alphonso Johnson
- Moonshadows (1976)
- Yesterday's Dreams (1976)

 Met Chunky, Novi & Ernie 
- Chunky, Novi, & Ernie (Warner Bros, 1977)

Met Ambrosia
- Somewhere I've Never Travelled (20th Century Fox, 1978)

Met Lalo Schifrin
- Gypsies (Tabu, 1978)
- No One Home (Tabu, 1979)

Met Herb Alpert
- Herb Alpert / Hugh Masekela (Horizon, 1978)

Met Barbra Streisand
- Songbird (Columbia, 1978)

Met Peggy Lee
- Close Enough for Love (1979)

Met Chicago
- Chicago XIV (Columbia, 1980)

Met Janet Jackson
- Janet Jackson (A&M, 1982)

Met Jefferson Airplane
- Jefferson Airplane Loves You (1992)